# Hospital Nacional Ramiro Prialé Prialé
Hospital Nacional Ramiro Prialé Prialé de EsSalud es un hospital público ubicado en el Distrito del El Tambo, Provincia de Huancayo, departamento de Junín, Perú. Se localiza en Avenida Independencia 266. Es uno de los principales lugares de servicio médico, este nosocomio de alta complejidad pertenece y lidera la Red Asistencial de Salud en Junín, es cabecera de red de 22 establecimientos de salud y centro de referencias de la macro región centro,cuenta con los servicios más avanzados para población del departamento en general, atiende a más de 300 mil asegurados todos los días de forma continua.
El gerente de la Red Asistencial Junín es el Dr. Ernesto Molina Loza, Ginecólogo con alta experiencia brindando servicios de laparoscopia ginecológica y fertilización.

## Historia
Un 8 de enero de 1990 se abren las puertas de este hospital como Instituto Peruano de Seguridad Social (ex IPSS). Actualmente lleva el nombre de un poblador llamado Ramiro Prialé Prialé el que fundó el conocido Partido Aprista Peruano junto a Víctor Raúl Haya de la Torre, siendo nombrado varias veces como diputado y senador del Perú.
La historia de su construcción se remonta al año 1979 donde se estaba llevando a cabo la guerra de los seis días la cual hizo que se iniciaran los proyectos de los hospitales de Cusco, Huancayo y Pucallpa. El gerente de ese entonces Aldama Camacho en el segundo gobierno de Fernando Belaúnde Terry inicia los estudios llegando avanzarse bastante hasta el año 1983, su construcción realmente se termina en 1992 y en el siguiente año es decir 1993 se hace la recepción de la obra ya totalmente concluida.
Debemos recordar que los hospitales de EsSalud se empezaron a crear gracias al 12 de agosto de 1936 que se creó la ley número 8433 la que inicia el Seguro Social Obrero Obligatorio, en el periodo del presidente Oscar Benavides, marcando prácticamente el inicio de la Seguridad Social en el Perú.

## Especialidades y servicios
Actualmente el Hospital Nacional Ramiro Prialé Prialé cuenta las siguientes especialidades y servicios:
- Cardiología
- Cirugía cardiovascular y tórax
- Cirugía de cabeza y cuello
- Cirugía General
- Cirugía pediátrica
- Cirugía plástica
- Cistoscopía
- Consultorio integral oncológico
- Dermatología
- Diálisis peritoneal
- Endocrinología
- Farmacia
- Gastroenterología
- Geriatría
- Ginecología
- Ginecología Oncológica
- Hematología
- Hemodiálisis
- Laboratorio
- Litotricia
- Medicina Física y Rehabilitación
- Medicina Interna
- Nefrología
- Neonatología
- Neurocirugía
- Neurología
- Obstetricia
- Oftalmología
- Oncología Médica
- Otorrinolaringología
- Pediatría
- Psicología
- Psiquiatría
- Reumatología
- Traumatología y Ortopedia
- Urodinamia
- Urología

## Acreditaciones
Según Resolución Ministerial N.° 663-2022-MINSA del 2 de setiembre de 2022, se aprueba la renovación de acreditación del Hospital Nacional "Ramiro Prialé" de la Red Asistencial Junín del Seguro Social de Salud-EsSalud, como Establecimiento de Salud Donador-Trasplantador de Riñon, por un periodo de tres (3) años.
Según Resolución Ministerial N.° 683-2022-MINSA del 3 de setiembre de 2022, se acredita al Hospital Nacional "Ramiro Prialé Prialé" de la Red Asistencial Junín del Seguro Social de Salud de EsSalud, como Establecimiento de Salud Donador-Trasplantador de Córneas, por un periodo de tres (3) años.